# Абдужаліл Самадов
Абдужаліл Самадов (тадж. Абдуҷалил Самадов; при народженні тадж. Абдуҷалил Аҳадович Самадов); нар. 4 листопада 1949, Ленінабад) — таджицький політичний діяч, прем'єр-міністр Таджикистана з 18 грудня 1993 по 2 грудня 1994 року.

## Біографія
В 1969 році закінчив Московський інститут народного господарства ім. Г. В. Плеханова. За період з 1969 до 1982 року пройшов шлях від наукового співробітника Інституту економіки Академії наук Таджицької РСР до завідувача відділу НДІ економіки та економіко-математичних методів планування Держплану Таджицької РСР. Захистив дисертацію та здобув ступінь кандидата економічних наук.
- З 1982 до 1988 року працював начальником відділу, а з 1988 по 1990 рік — заступником голови Держплану Таджицької РСР.
- У 1990—1991 роках був заступником голови Ради Міністрів — головою Державної комісії з економічної реформи Ради Міністрів Таджикистану.
- З січня 1991 по лютий 1992 року — заступник голови кабінету міністрів Таджикистану.
- З листопада 1992 по грудень 1993 року — заступник голови Ради міністрів Таджикистану.
- З 18 липня до 18 грудня 1993 року виконував обов'язки прем'єр-міністра Таджикистану.
- З 18 грудня 1993 по 2 грудня 1994 року — прем'єр-міністр Таджикистану.
- З грудня 1994 по січень 1995 року — член колегії МЕК Економічного Союзу СНД від Республіки Таджикистан.
- З 1995 року після початку гонінь на худжандський клан з боку президента Емомалі Рахмонова перебував у відкритій опозиції до влади.
- 30 липня 1996 року заснував, спільно з двома іншими колишніми прем'єр-міністрами, вихідцями з Худжанда, Абдумаліком Абдулладжоновим і Джамшедом Карімовим, Рух національного відродження[1].

Жив на еміграції в Росії.
Помер у 2004 році в Москві, похований у Таджикистані.